# Kanton Le Bény-Bocage
Kanton Le Bény-Bocage (fr. Canton du Bény-Bocage) byl francouzský kanton v departementu Calvados v regionu Dolní Normandie. Skládal se z 20 obcí, zrušen byl v roce 2015.

## Obce kantonu
- Beaulieu
- Le Bény-Bocage
- Bures-les-Monts
- Campeaux
- Carville
- Étouvy
- La Ferrière-Harang
- La Graverie
- Malloué
- Montamy
- Mont-Bertrand
- Montchauvet
- Le Reculey
- Saint-Denis-Maisoncelles
- Sainte-Marie-Laumont
- Saint-Martin-des-Besaces
- Saint-Martin-Don
- Saint-Ouen-des-Besaces
- Saint-Pierre-Tarentaine
- Le Tourneur